# هاینتس ویتچو فون برزه-وینیری
هاینتس ویتچو فون برِزه-وینیِری (به آلمانی: Heinz Wittchow von Brese-Winiary) (۱۳ ژانویه ۱۹۱۴ – ۳ دسامبر ۱۹۹۵) نظامی آلمانی در دوره رایش سوم بود که در جریان جنگ جهانی دوم در ورماخت خدمت کرد.

## زندگی
هاینتس ویتچو فون برزه-وینیِری روز ۱۳ ژانویه سال ۱۹۱۴ در درسدن زاده شد. ماه آوریل سال ۱۹۳۴ به نیروی زمینی آلمان پیوست و سال ۱۹۳۶ با درجه ستوان دوم به سلک افسران درآمد. ماه مه سال ۱۹۳۹ به درجه ستوان یکم ترفیع گرفت. با آغاز جنگ جهانی دوم، در جریان نبرد لهستان به عنوان آجودان یک گردان در هنگ ۱۰ پیاده‌نظام خدمت کرد. در نبرد فرانسه با همین هنگ بود و نشان درجه ۱ صلیب آهنین را دریافت نمود. جهت نشان دادن تهور در رزم زمستانه در جبهه شرقی، ماه دسامبر سال ۱۹۴۱ صلیب آلمانی طلایی به او اعطا شد.
ماه مارس سال ۱۹۴۲ به درجه سروان ترفیع گرفت و گروهان شش هنگ را فرماندهی کرد. در طول سال ۱۹۴۲ رزم را در قسمت جنوبی جبهه شرقی از جمله در تهاجم به سمت استالینگراد تجربه نمود و چندین بار زخم برداشت. بین ماه‌های دسامبر سال ۱۹۴۲ تا فوریه سال ۱۹۴۳ فرمانده گروه رزمی فون برزه در منطقه استالینگراد بود. ماه آوریل سال ۱۹۴۳ نشان عالی صلیب شوالیه صلیب آهنین را دریافت کرد و به درجه سرگرد ترفیع گرفت. موظف به دفاع یک پل بر رود دن شد که برای تدارکات‌رسانی به یگان‌های آلمانی حیاتی بود. یگان کوچک او مشتکل از انواع رسته‌ها، توانست از پس این کار برآید. متعاقبا فرماندهی هنگ ۱۰۸ پانتسرگرنادیِر در لشکر چهاردهم زرهی به او سپرده شد. به شکل متمایزی در محاصره کورسون–چرکاسی جنگید. بدین جهت به درجه سرهنگ دوم ترفیع گرفت و پن روز بعد، در ۴ آوریل سال ۱۹۴۴ برگ‌های بلوط به نشان صلیب شوالیه او افزوده شد.
ماه سپتامبر سال ۱۹۴۴ به درجه سرهنگ نائل آمد و فرماندهی هنگ نخبه پانتسرفوزیلیر گروس‌دویچلانت را به عنوان جانشین سرهنگ هورست نیماک، بر عهده گرفت. با این یگان ماه فوریه سال ۱۹۴۵ تسلیم نیروهای شوروی شد. از اسارت بازگشت و در نهایت سال ۱۹۹۵ در دوران بازنشستگی درگذشت.

## نشان‌ها
- صلیب آهنین
  - درجه ۲: ستوان یکم - آجودان گردان ۲ هنگ ۱۰ پیاده‌نظام : ۲۴ اکتبر ۱۹۳۹
  - درجه ۱: ستوان یکم - آجودان گردان ۲ هنگ ۱۰ پیاده‌نظام : ۲۴ ژوئن ۱۹۴۰
- نشان تهاجم پیاده‌نظام: ستوان یکم - آجودان گردان ۲ هنگ ۱۰ پیاده‌نظام : ۳۱ اکتبر ۱۹۴۰
- نشان زخم به رنگ سیاه: ستوان یکم - فرمانده گروهان ۶ هنگ ۲ پیاده‌نظام : ۱۰ نوامبر ۱۹۴۱
- صلیب آلمانی طلایی: ستوان یکم - فرمانده گروهان ۶ هنگ ۲ پیاده‌نظام : ۲۴ دسامبر ۱۹۴۱
- نشان زخم به رنگ نقره‌ای: سروان - فرمانده گروهان ۶ هنگ ۱۰۸ پانتسرگراندیر : ۲۴ آوریل ۱۹۴۲
- نشان زخم به رنگ طلایی: سروان - فرمانده گردان ۲ هنگ ۱۰۸ پانتسرگراندیر : ۱۸ سپتامبر ۱۹۴۲
- نشان رزم زمستانه در جبهه شرقی ۱۹۴۱/۱۹۴۲: سرگرد - فرمانده گردان ۲ هنگ ۱۰۸ پانتسرگراندیر : ۱۱ آوریل ۱۹۴۳
- صلیب شوالیه صلیب آهنین: هزار و هفتصد و نود و پنجمین فرد - سرگرد - فرمانده گردان ۲ هنگ ۱۰۸ پانتسرگراندیر : ۱۵ مه ۱۹۴۳
  - برگ‌های بلوط: چهارصد و چهل و یکمین فرد - سرگرد - فرمانده گردان ۲ هنگ ۱۰۸ پانتسرگراندیر : ۴ آوریل ۱۹۴۴
- گیره رزم نزدیک: سرگرد - فرمانده گردان ۲ هنگ ۱۰۸ پانتسرگراندیر : ۲ مارس ۱۹۴۴[۳]